# Pelelu Tepu
Pelelu Tepu es una pequeña villa de indígenas en el interior de Surinam. A veces es designada como "Pe'reru Tepu", aunque por lo general la villa es referida por el nombre de "Tepu," que en idioma indígena Trio quiere decir "alto". La villa se encuentra ubicada en la colina Tepu, a la vera del río Tapanahoni. Si bien la villa se encuentra habitada por indios de tribus amerindias de la zona, la villa fue fundada por misioneros cristianos e indígenas Trio, aunque en la actualidad también incluye pequeñas cantidades de indígenas Wajana y Akurio. La villa posee una organización tribal, comandada por el capitán Trio.
Pelelu Tepu tiene escuela, y electricidad, sin embargo, a menudo no hay combustible para hacer funcionar los generadores diésel. Pelelu Tepu alberga un Medische Zending centro de salud.

## Historia
Alrededor de 1965, el gobierno colonial Holandés y los misioneros Estados Unidos de América construyeron la aldea. El pueblo tenía una escuela, una iglesia y una clínica médica. El nivel de vida más alto atrajo a muchos amerindios que se establecieron en Tëpu. En 1986 comenzó la Guerra interior de Surinam. Al principio los amerindios permanecieron neutrales, pero más tarde los capitanes accedieron a una solicitud de Desi Bouterse de recibir armas y militares para entrenar a los Tëpu. En 1991, el Comando de la jungla se vengó y, aunque nadie murió, la mayoría de la población huyó a Brasil, donde aún quedan muchos. En 1992, no había población indígena y tres personas habían muerto de hambre. Los maestros se negaron a darse por vencidos y mantuvieron la escuela abierta.
El chamán Tëmeta Wetaru quería preservar la historia de Tiriyó y dar a la población un incentivo para aprender idioma holandés. En 1981, comenzó a escribir y dictar el Testamento de Tamenta. En 2001, se fundó una escuela de aprendices de chamán en Tëpu para preservar el conocimiento médico indígena.

## Energía
Desde abril de 2018, la aldea ha sido alimentada con energía solar, a través de un proyecto iniciado por Amazon Conservation Team Surinam y financiado por Japan-Caribbean Climate Change Partnership (J-CCCP) y PNUD. Para este proyecto, dos mujeres de Tepu completaron un programa de capacitación de seis meses como ingenieras solares en Barefoot College en Tilonia,  India.